# Acalypha fruticosa
Acalypha fruticosa é uma espécie de flor do gênero Acalypha, pertencente à família Euphorbiaceae.